# Dīmītra Kalentzou
Dīmītra Kalentzou (in greco Δήμητρα Καλέντζου?; Atene, 3 gennaio 1978) è un'ex cestista e allenatrice di pallacanestro greca.
Alta 174 cm per 71 kg, giocava come guardia.

## Carriera
Con la Grecia ha disputato i Giochi olimpici di Atene 2004, i Campionati mondiali del 2010 e quattro edizioni dei Campionati europei (2005, 2007, 2009, 2011).